# Llista de monuments de Maçanet de la Selva
Llista de monuments de Maçanet de la Selva inclosos en l'Inventari del Patrimoni Arquitectònic Català per al municipi de Maçanet de la Selva (Selva). Inclou els inscrits en el Registre de Béns Culturals d'Interès Nacional (BCIN) amb la classificació de monument històric, els Béns Culturals d'Interès Local (BCIL) de caràcter immoble i la resta de béns arquitectònics integrants del patrimoni cultural català.
| Monument                              | Protecció    | Estil/època                         | Localització                                                            | Coordenades                                          | Codi?         | Imatge |
| ------------------------------------- | ------------ | ----------------------------------- | ----------------------------------------------------------------------- | ---------------------------------------------------- | ------------- | --- |
| Castell de Torcafaló                  | BCIN 1006-MH | Obra popular XII, XVI, XIX, XX      | Maçanet de la Selva Turó de Sant Jordi, veïnat de Soliva                | 41° 46′ 13″ N, 2° 43′ 16″ E / 41.770298°N,2.721132°E | RI-51-0005950 | Castell de Torcafaló (Maçanet de la Selva) · Vegeu més fotos d'aquest monument · Carregueu una nova foto d'aquest monument                          |
| Torre de Cartellà                     | BCIN 1007-MH | Renaixement XVI, XX                 | Maçanet de la Selva Veïnat de Miquel Ferrer                             | 41° 46′ 09″ N, 2° 45′ 29″ E / 41.769048°N,2.757977°E | RI-51-0005951 | Torre de Cartellà (Maçanet de la Selva) · Vegeu més fotos d'aquest monument · Carregueu una nova foto d'aquest monument                             |
| Torre Marata                          | BCIN 1008-MH | Gòtic, obra popular XIII, XVI, XX   | Maçanet de la Selva Veïnat de Marata                                    | 41° 47′ 02″ N, 2° 43′ 07″ E / 41.783973°N,2.718570°E | RI-51-0005952 | Torre Marata (Maçanet de la Selva) · Vegeu més fotos d'aquest monument · Carregueu una nova foto d'aquest monument                                  |
| Església parroquial de Sant Llorenç   |              | Romànic XI                          | Maçanet de la Selva Pl. de l'Església, 3                                | 41° 46′ 39″ N, 2° 43′ 50″ E / 41.77756°N,2.73064°E   | IPA-26829     | Església parroquial de Sant Llorenç (Maçanet de la Selva) · Vegeu més fotos d'aquest monument · Carregueu una nova foto d'aquest monument           |
| Ajuntament de Maçanet de la Selva     |              | Obra popular, eclecticisme XX       | Maçanet de la Selva C. Salvador Espriu, 1                               | 41° 46′ 34″ N, 2° 43′ 53″ E / 41.77621°N,2.73143°E   | IPA-26830     | Ajuntament de Maçanet de la Selva · Vegeu més fotos d'aquest monument · Carregueu una nova foto d'aquest monument                                   |
| Rectoria                              |              | Obra popular XVIII, XX              | Maçanet de la Selva Pl. de l'Església, 18                               | 41° 46′ 39″ N, 2° 43′ 49″ E / 41.77752°N,2.73019°E   | IPA-26831     | Rectoria (Maçanet de la Selva) · Vegeu més fotos d'aquest monument · Carregueu una nova foto d'aquest monument                                      |
| Pont Vell                             |              | Obra popular XVIII, XX              | Maçanet de la Selva Veïnat de Marata                                    | 41° 47′ 42″ N, 2° 42′ 36″ E / 41.79502°N,2.71012°E   | IPA-26832     | Pont Vell (Maçanet de la Selva) · Vegeu més fotos d'aquest monument · Carregueu una nova foto d'aquest monument                                     |
| Pou de glaç de Buscatell              |              | Obra popular XVII, XIX, XX          | Maçanet de la Selva Parròquia de Martorell                              | 41° 44′ 57″ N, 2° 40′ 36″ E / 41.74912°N,2.67654°E   | IPA-26833     | Pou de glaç de Buscatell (Maçanet de la Selva) · Vegeu més fotos d'aquest monument · Carregueu una nova foto d'aquest monument                      |
| Hostal del Cavaller                   |              | Romànic, gòtic XIV                  | Maçanet de la Selva Pl. de l'Església, 3                                | 41° 46′ 38″ N, 2° 43′ 53″ E / 41.77734°N,2.7313°E    | IPA-26835     | Hostal del Cavaller (Maçanet de la Selva) · Vegeu més fotos d'aquest monument · Carregueu una nova foto d'aquest monument                           |
| Can Niell                             |              | Obra popular XIV, XIX               | Maçanet de la Selva Av. Catalunya, 3                                    | 41° 46′ 40″ N, 2° 43′ 51″ E / 41.77782°N,2.73082°E   | IPA-26836     | Can Niell (Maçanet de la Selva) · Modifica el valor a Wikidata · Carregueu una nova foto d'aquest monument                                          |
| Can Martinet Rei                      |              | Obra popular XVI, XVIII, XX         | Maçanet de la Selva C. dels Dolors, 31                                  | 41° 46′ 41″ N, 2° 43′ 59″ E / 41.778010°N,2.732945°E | IPA-26837     | Can Martinet Rei (Maçanet de la Selva) · Vegeu més fotos d'aquest monument · Carregueu una nova foto d'aquest monument                              |
| Can Felip                             |              | Obra popular XVI, XX                | Maçanet de la Selva C. dels Dolors, 37                                  | 41° 46′ 41″ N, 2° 44′ 00″ E / 41.778099°N,2.733212°E | IPA-26838     | Can Felip (Maçanet de la Selva) · Vegeu més fotos d'aquest monument · Carregueu una nova foto d'aquest monument                                     |
| Cal Lleuger                           |              | Obra popular XIX                    | Maçanet de la Selva C. dels Dolors, 67                                  | 41° 46′ 45″ N, 2° 44′ 06″ E / 41.77903°N,2.73497°E   | IPA-26839     | Cal Lleuger (Maçanet de la Selva) · Vegeu més fotos d'aquest monument · Carregueu una nova foto d'aquest monument                                   |
| Molí de Cartellà                      |              | Obra popular XIII, XX               | Maçanet de la Selva Parròquia de Martorell                              | 41° 45′ 40″ N, 2° 40′ 44″ E / 41.76101°N,2.67897°E   | IPA-26840     | Carregueu una nova foto d'aquest monument |
| Can Pau Morral                        |              | Obra popular XVIII                  | Maçanet de la Selva Pl. de l'Església, 10                               | 41° 46′ 39″ N, 2° 43′ 52″ E / 41.77748°N,2.73103°E   | IPA-26841     | Can Pau Morral (Maçanet de la Selva) · Modifica el valor a Wikidata · Vegeu més fotos d'aquest monument · Carregueu una nova foto d'aquest monument |
| Ca l'Orench                           |              | Gòtic XIV, XVIII, XX                | Maçanet de la Selva Pl. de l'Església, 7                                | 41° 46′ 39″ N, 2° 43′ 53″ E / 41.77747°N,2.73125°E   | IPA-26842     | Ca l'Orench (Maçanet de la Selva) · Vegeu més fotos d'aquest monument · Carregueu una nova foto d'aquest monument                                   |
| Can Toni Molins                       |              | Obra popular XVIII                  | Maçanet de la Selva C. dels Dolors, 9-11                                | 41° 46′ 39″ N, 2° 43′ 55″ E / 41.77761°N,2.73186°E   | IPA-26843     | Can Toni Molins (Maçanet de la Selva) · Vegeu més fotos d'aquest monument · Carregueu una nova foto d'aquest monument                               |
| Mas Go                                |              | Obra popular XVIII                  | Maçanet de la Selva C. dels Dolors, 28                                  | 41° 46′ 40″ N, 2° 43′ 58″ E / 41.77767°N,2.73284°E   | IPA-26844     | Mas Go (Maçanet de la Selva) · Vegeu més fotos d'aquest monument · Carregueu una nova foto d'aquest monument                                        |
| Cal Baster                            |              | Obra popular XVIII                  | Maçanet de la Selva C. dels Dolors, 15                                  | 41° 46′ 40″ N, 2° 43′ 56″ E / 41.77772°N,2.73225°E   | IPA-26845     | Cal Baster (Maçanet de la Selva) · Vegeu més fotos d'aquest monument · Carregueu una nova foto d'aquest monument                                    |
| Can Buscastell                        |              | Obra popular XVIII                  | Maçanet de la Selva C. dels Dolors, 17                                  | 41° 46′ 40″ N, 2° 43′ 57″ E / 41.77776°N,2.73244°E   | IPA-26846     | Can Buscastell (Maçanet de la Selva) · Vegeu més fotos d'aquest monument · Carregueu una nova foto d'aquest monument                                |
| Can Girard                            |              | Obra popular XVI                    | Maçanet de la Selva C. dels Dolors, 43                                  | 41° 46′ 41″ N, 2° 44′ 00″ E / 41.778183°N,2.733458°E | IPA-26848     | Can Girard (Maçanet de la Selva) · Vegeu més fotos d'aquest monument · Carregueu una nova foto d'aquest monument                                    |
| Can Falló                             |              | Obra popular XVIII                  | Maçanet de la Selva Av. Catalunya, 13                                   | 41° 46′ 42″ N, 2° 43′ 51″ E / 41.77826°N,2.73078°E   | IPA-26851     | Can Falló (Maçanet de la Selva) · Vegeu més fotos d'aquest monument · Carregueu una nova foto d'aquest monument                                     |
| Cal Trinxeria                         |              | Obra popular, gòtic XV              | Maçanet de la Selva C. dels Dolors, 5                                   | 41° 46′ 39″ N, 2° 43′ 54″ E / 41.77756°N,2.73169°E   | IPA-26852     | Cal Trinxeria (Maçanet de la Selva) · Vegeu més fotos d'aquest monument · Carregueu una nova foto d'aquest monument                                 |
| Capella de Sant Sebastià              |              | Obra popular XVI                    | Maçanet de la Selva C. Sant Sebastià, 6-8                               | 41° 46′ 37″ N, 2° 43′ 51″ E / 41.77694°N,2.73074°E   | IPA-26855     | Capella de Sant Sebastià (Maçanet de la Selva) · Vegeu més fotos d'aquest monument · Carregueu una nova foto d'aquest monument                      |
| Can Figueres, o Ca la Salvadora       |              | Obra popular XVI, XX                | Maçanet de la Selva C. Sant Sebastià, 15                                | 41° 46′ 36″ N, 2° 43′ 51″ E / 41.77677°N,2.73075°E   | IPA-26856     | Can Figueres (Maçanet de la Selva) · Vegeu més fotos d'aquest monument · Carregueu una nova foto d'aquest monument                                  |
| Can Trinxeria                         |              | Modernisme, obra popular XIX        | Maçanet de la Selva Av. de Catalunya, 2                                 | 41° 46′ 40″ N, 2° 43′ 51″ E / 41.77789°N,2.73093°E   | IPA-26857     | Can Trinxeria (Maçanet de la Selva) · Vegeu més fotos d'aquest monument · Carregueu una nova foto d'aquest monument                                 |
| Can Baiona                            |              | Obra popular XVIII                  | Maçanet de la Selva C. Sant Sebastià, 30                                | 41° 46′ 35″ N, 2° 43′ 49″ E / 41.7764°N,2.73034°E    | IPA-26858     | Can Baiona (Maçanet de la Selva) · Vegeu més fotos d'aquest monument · Carregueu una nova foto d'aquest monument                                    |
| Portal de Ca l'Esqueu                 |              | Obra popular XVII                   | Maçanet de la Selva C. Sant Sebastià, 32                                | 41° 46′ 35″ N, 2° 43′ 49″ E / 41.77625°N,2.73029°E   | IPA-26859     | Portal de Ca l'Esqueu (Maçanet de la Selva) · Vegeu més fotos d'aquest monument · Carregueu una nova foto d'aquest monument                         |
| Can Samsó                             |              | Obra popular XVI                    | Maçanet de la Selva Veïnat de l'Estany                                  | 41° 46′ 55″ N, 2° 45′ 05″ E / 41.78205°N,2.7515°E    | IPA-26862     | Carregueu una nova foto d'aquest monument |
| Can Comaleres                         |              | Obra popular XIV, XVIII, XX         | Maçanet de la Selva Veïnat de l'Estany, 113                             | 41° 46′ 55″ N, 2° 45′ 06″ E / 41.78205°N,2.75162°E   | IPA-26864     | Carregueu una nova foto d'aquest monument |
| Mas Reixach                           |              | Obra popular XV, XX                 | Maçanet de la Selva Veïnat de l'Estany                                  | 41° 47′ 14″ N, 2° 44′ 57″ E / 41.78734°N,2.74907°E   | IPA-26865     | Carregueu una nova foto d'aquest monument |
| Can Niell                             |              | Obra popular, gòtic XVII            | Maçanet de la Selva Veïnat de l'Estany                                  | 41° 47′ 09″ N, 2° 44′ 54″ E / 41.78591°N,2.74831°E   | IPA-26867     | Carregueu una nova foto d'aquest monument |
| Can Vellana, o Mas Abat               |              | Obra popular XVI                    | Maçanet de la Selva Veïnat de l'Estany                                  | 41° 47′ 25″ N, 2° 45′ 05″ E / 41.79028°N,2.75132°E   | IPA-26868     | Carregueu una nova foto d'aquest monument |
| Can Júria                             |              | Obra popular, gòtic-Renaixement XVI | Maçanet de la Selva Veïnat d'Estany, 50                                 | 41° 47′ 29″ N, 2° 44′ 39″ E / 41.79133°N,2.74417°E   | IPA-26869     | Carregueu una nova foto d'aquest monument |
| Can Dot                               |              | Obra popular XIV, XVI               | Maçanet de la Selva Veïnat de l'Estany                                  | 41° 47′ 17″ N, 2° 44′ 33″ E / 41.78798°N,2.7424°E    | IPA-26870     | Carregueu una nova foto d'aquest monument |
| Sant Pere de Martorell                |              | Barroc XIX, XX                      | Maçanet de la Selva Parròquia de Martorell                              | 41° 45′ 41″ N, 2° 41′ 34″ E / 41.7613°N,2.6928°E     | IPA-26871     | Sant Pere de Martorell (Maçanet de la Selva) · Vegeu més fotos d'aquest monument · Carregueu una nova foto d'aquest monument                        |
| Caseta vella de Buscastell            |              | Obra popular XVII                   | Maçanet de la Selva Parròquia de Martorell                              | 41° 44′ 41″ N, 2° 40′ 38″ E / 41.74485°N,2.67727°E   | IPA-26872     | Carregueu una nova foto d'aquest monument |
| Can Mutgé                             |              | Obra popular XVIII                  | Maçanet de la Selva Parròquia de Martorell                              | 41° 45′ 23″ N, 2° 40′ 46″ E / 41.75643°N,2.67935°E   | IPA-26873     | Carregueu una nova foto d'aquest monument |
| Mas Buscastells                       |              | Obra popular XIII, XVIII, XIX       | Maçanet de la Selva Parròquia de Martorell, 31                          | 41° 44′ 52″ N, 2° 40′ 39″ E / 41.74779°N,2.67751°E   | IPA-26874     | Carregueu una nova foto d'aquest monument |
| Ca l'Ametller                         |              | Obra popular XVIII, XVI, XX         | Maçanet de la Selva Veïnat de Martorell, 39                             | 41° 45′ 36″ N, 2° 42′ 01″ E / 41.76011°N,2.70019°E   | IPA-26876     | Carregueu una nova foto d'aquest monument |
| Ca l'Oliver                           |              | Obra popular XII, XX                | Maçanet de la Selva Carretera de Martorell                              | 41° 45′ 59″ N, 2° 41′ 29″ E / 41.76633°N,2.69141°E   | IPA-26877     | Carregueu una nova foto d'aquest monument |
| Can Gorg                              |              | Obra popular XVI, XX                | Maçanet de la Selva Parròquia de Martorell, 32                          | 41° 45′ 11″ N, 2° 40′ 51″ E / 41.75319°N,2.68076°E   | IPA-26878     | Carregueu una nova foto d'aquest monument |
| Can Santpere                          |              | Obra popular XVII, XIX              | Maçanet de la Selva Parròquia de Martorell                              | 41° 45′ 36″ N, 2° 41′ 30″ E / 41.76007°N,2.69158°E   | IPA-26879     | Can Santpere (Maçanet de la Selva) · Vegeu més fotos d'aquest monument · Carregueu una nova foto d'aquest monument                                  |
| Can Bancells                          |              | Obra popular XVI, XVIII, XX         | Maçanet de la Selva Parròquia de Martorell                              | 41° 44′ 51″ N, 2° 41′ 41″ E / 41.74753°N,2.69469°E   | IPA-26880     | Carregueu una nova foto d'aquest monument |
| Can Súria                             |              | Obra popular XVIII, XX              | Maçanet de la Selva Veïnat de Pibitller                                 | 41° 45′ 34″ N, 2° 46′ 25″ E / 41.75938°N,2.7736°E    | IPA-26882     | Carregueu una nova foto d'aquest monument |
| Mas Gavina                            |              | Obra popular XIX                    | Maçanet de la Selva Veïnat de Pibitller                                 | 41° 45′ 10″ N, 2° 45′ 28″ E / 41.75273°N,2.75764°E   | IPA-26883     | Carregueu una nova foto d'aquest monument |
| Monestir de Valldemaria               |              | Romànic XII, XVII, XX               | Maçanet de la Selva Veïnat de Pibitller                                 | 41° 44′ 10″ N, 2° 45′ 13″ E / 41.73616°N,2.7535°E    | IPA-26884     | Monestir de Valldemaria (Maçanet de la Selva) · Vegeu més fotos d'aquest monument · Carregueu una nova foto d'aquest monument                       |
| Can Manel Súria                       |              | Obra popular XVIII, XX              | Maçanet de la Selva Veïnat de Pibitller                                 | 41° 45′ 24″ N, 2° 46′ 23″ E / 41.7567°N,2.77308°E    | IPA-26885     | Carregueu una nova foto d'aquest monument |
| Can Gregori                           |              | Obra popular XVIII, XX              | Maçanet de la Selva Veïnat de Puig Marí                                 | 41° 45′ 11″ N, 2° 43′ 26″ E / 41.7531°N,2.72386°E    | IPA-26887     | Carregueu una nova foto d'aquest monument |
| Can Vilar                             |              | Obra popular XVIII, XIX, XX         | Maçanet de la Selva Veïnat de Puig Marí                                 | 41° 45′ 08″ N, 2° 43′ 40″ E / 41.75209°N,2.72791°E   | IPA-26888     | Carregueu una nova foto d'aquest monument |
| Can Pastera                           |              | Obra popular XIII, XVIII            | Maçanet de la Selva Veïnat de Soliva                                    | 41° 47′ 05″ N, 2° 42′ 08″ E / 41.78481°N,2.70233°E   | IPA-26890     | Carregueu una nova foto d'aquest monument |
| Mas Roura, o Mas de la Font           |              | Obra popular, gòtic tardà XVI, XX   | Maçanet de la Selva Veïnat de Soliva                                    | 41° 46′ 24″ N, 2° 43′ 40″ E / 41.77327°N,2.72789°E   | IPA-26891     | Mas Roura (Maçanet de la Selva) · Vegeu més fotos d'aquest monument · Carregueu una nova foto d'aquest monument                                     |
| Can Figueres                          |              | Obra popular XIII, XIX, XX          | Maçanet de la Selva Veïnat de Soliva                                    | 41° 46′ 25″ N, 2° 43′ 11″ E / 41.77361°N,2.71977°E   | IPA-26892     | Carregueu una nova foto d'aquest monument |
| Ca l'Esparra, o Mas Ballester         |              | Obra popular XVI, XIX, XX           | Maçanet de la Selva Veïnat de Marata                                    | 41° 47′ 03″ N, 2° 43′ 55″ E / 41.78412°N,2.73188°E   | IPA-26895     | Carregueu una nova foto d'aquest monument |
| Can Puigtió                           |              | Obra popular XVI                    | Maçanet de la Selva Polígon Industrial de Can Puigtió, veïnat de Marata | 41° 47′ 15″ N, 2° 43′ 47″ E / 41.78737°N,2.72973°E   | IPA-26896     | Carregueu una nova foto d'aquest monument |
| Can Garriga                           |              | Obra popular XVI, XIX               | Maçanet de la Selva Veïnat de Marata                                    | 41° 46′ 58″ N, 2° 43′ 42″ E / 41.7827°N,2.72844°E    | IPA-26897     | Can Garriga (Maçanet de la Selva) · Vegeu més fotos d'aquest monument · Carregueu una nova foto d'aquest monument                                   |
| Can Sebastià                          |              | Obra popular XIX                    | Maçanet de la Selva Veïnat de Marata                                    | 41° 47′ 25″ N, 2° 42′ 45″ E / 41.79024°N,2.71245°E   | IPA-26899     | Carregueu una nova foto d'aquest monument |
| Can Calabrés, o Mas Serra de Guàrdies |              | Obra popular XVI                    | Maçanet de la Selva Comajuliana                                         | 41° 45′ 42″ N, 2° 43′ 14″ E / 41.76174°N,2.72061°E   | IPA-26902     | Carregueu una nova foto d'aquest monument |
| Can Lloreta                           |              | Obra popular XVIII, XX              | Maçanet de la Selva Urbanització de Mas Alta, veïnat de Comajuliana     | 41° 45′ 00″ N, 2° 42′ 47″ E / 41.75°N,2.713°E        | IPA-26903     | Carregueu una nova foto d'aquest monument |
| Can Miquel Ferrer Vell                |              | Obra popular XVI, XVIII, XX         | Maçanet de la Selva Veïnat de Miquel Ferrer                             | 41° 46′ 22″ N, 2° 45′ 25″ E / 41.7729°N,2.75707°E    | IPA-26905     | Carregueu una nova foto d'aquest monument |
| Casa Doctor Víctor Conill             |              | Obra popular XIX Final              | Maçanet de la Selva Torre de Cartellà, veïnat de Miquel Ferrer          | 41° 46′ 08″ N, 2° 45′ 29″ E / 41.76889°N,2.75798°E   | IPA-26906     | Carregueu una nova foto d'aquest monument |
| Palau de Foixà                        |              | Gòtic XV, XX                        | Maçanet de la Selva Av. de Sant Jordi, 61, Pujol                        | 41° 46′ 36″ N, 2° 43′ 57″ E / 41.77657°N,2.73257°E   | IPA-26909     | Palau de Foixà (Maçanet de la Selva) · Vegeu més fotos d'aquest monument · Carregueu una nova foto d'aquest monument                                |
| Can Pujol                             |              | Obra popular XVI                    | Maçanet de la Selva Veïnat de Pujol                                     | 41° 45′ 36″ N, 2° 44′ 19″ E / 41.75998°N,2.73858°E   | IPA-26910     | Carregueu una nova foto d'aquest monument |
| Can Feliu                             |              | Obra popular XVII                   | Maçanet de la Selva Veïnat de Pujol                                     | 41° 46′ 27″ N, 2° 44′ 07″ E / 41.77429°N,2.73529°E   | IPA-26911     | Carregueu una nova foto d'aquest monument |
| Can Xarbau                            |              | Obra popular XVII                   | Maçanet de la Selva Veïnat del Pujol                                    | 41° 45′ 33″ N, 2° 44′ 11″ E / 41.75918°N,2.73648°E   | IPA-26912     | Carregueu una nova foto d'aquest monument |
| Can Sureda                            |              | Obra popular XVIII, XIX, XX         | Maçanet de la Selva Veïnat de l'Estany                                  | 41° 46′ 51″ N, 2° 45′ 11″ E / 41.78082°N,2.75293°E   | IPA-27207     | Carregueu una nova foto d'aquest monument |
| Cementiri Municipal                   |              | Obra popular XIX                    | Maçanet de la Selva Av. de Montserrat, 40                               | 41° 46′ 52″ N, 2° 43′ 54″ E / 41.78112°N,2.7317°E    | IPA-31312     | Cementiri Municipal (Maçanet de la Selva) · Vegeu més fotos d'aquest monument · Carregueu una nova foto d'aquest monument                           |
| Escoles Velles de Martorell           |              | Noucentisme XX                      | Maçanet de la Selva Parròquia de Martorell                              | 41° 45′ 41″ N, 2° 41′ 05″ E / 41.76142°N,2.68481°E   | IPA-31313     | Carregueu una nova foto d'aquest monument |
| Can Vidal                             |              | Obra popular XVIII                  | Maçanet de la Selva Veïnat de Pujol                                     | 41° 45′ 57″ N, 2° 44′ 31″ E / 41.76595°N,2.7419°E    | IPA-31314     | Carregueu una nova foto d'aquest monument |
| Can Soms de l'Estany                  |              | Obra popular XIX                    | Maçanet de la Selva Veïnat de Marata                                    | 41° 47′ 32″ N, 2° 43′ 20″ E / 41.79228°N,2.72227°E   | IPA-31315     | Carregueu una nova foto d'aquest monument |
| Can Masllorenç                        |              | Obra popular XIV                    | Maçanet de la Selva Veïnat de Soliva                                    | 41° 46′ 20″ N, 2° 42′ 31″ E / 41.77215°N,2.70863°E   | IPA-31316     | Carregueu una nova foto d'aquest monument |
| Forn de Can Mirot                     |              | Obra popular XX                     | Maçanet de la Selva Urbanització de Mas Altaba, veïnatge de Comajuliana | 41° 45′ 06″ N, 2° 42′ 43″ E / 41.75156°N,2.71208°E   | IPA-31319     | Carregueu una nova foto d'aquest monument |
| Can Ruhí                              |              | Obra popular XV, XIX, XX            | Maçanet de la Selva Veïnat de Pujol                                     | 41° 46′ 27″ N, 2° 44′ 06″ E / 41.77409°N,2.73493°E   | IPA-31320     | Carregueu una nova foto d'aquest monument |
| Can Nadal                             |              | Obra popular XIV, XIX               | Maçanet de la Selva Parròquia de Martorell                              | 41° 45′ 51″ N, 2° 41′ 27″ E / 41.76412°N,2.69086°E   | IPA-31323     | Carregueu una nova foto d'aquest monument |

El Pont de la riera de Santa Coloma està entre els municipis de Maçanet de la Selva i Fogars de la Selva (vegeu la llista de monuments de la Selva)